# نام وو-جو
نام وو-جو (به کره‌ای: 남우주؛ زادهٔ ۴ نوامبر ۱۹۸۸) بازیگر اهل کره‌جنوبی است. او حرفهٔ بازیگری خود را با بازی در مجموعهٔ تلویزیونی میخ (به کره‌ای: 송곳) در سال ۲۰۱۵ آغاز کرد. وی بعدها با ایفای نقش «جونگ هیون-سو» در مجموعهٔ تلویزیونی بد و دیوانه (۲۰۲۱–۲۰۲۲) از شبکه‌های tvN و iQIYI به شهرت بیشتری دست یافت. در سال ۲۰۲۳، او نقش دوست‌پسر شخصیت «لی رو-ری» را در درام ماه رنگ‌پریده از شبکه‌های ENA و Genie TV ایفا کرد.

## حرفه
نام وو-جو فعالیت تلویزیونی خود را در سال ۲۰۱۵ آغاز کرد و نقش «یون سانگ» را در درام میخ (به کره‌ای: 송곳) از شبکهٔ JTBC بازی کرد؛ مجموعه‌ای که به مسائل اجتماعی در کره‌جنوبی می‌پرداخت.
او با ایفای نقش «جونگ هیون-سو» در مجموعهٔ بد و دیوانه (۲۰۲۱–۲۰۲۲) توجه زیادی جلب کرد؛ این مجموعه از شبکه‌های tvN و iQIYI پخش شد.
در سال ۲۰۲۳، او در مجموعهٔ تلویزیونی ماه رنگ‌پریده از ENA/Genie TV نقش دوست‌پسر «لی رو-ری» را ایفا کرد و نشان داد که توانایی بازی در نقش‌های متنوع‌تری دارد.

## فیلم‌شناسی

### مجموعه‌های تلویزیونی منتخب
| سال       | عنوان        | نقش              | شبکه           |
| --------- | ------------ | ---------------- | -------------- |
| ۲۰۲۳      | ماه رنگ‌پریده | دوست‌پسر لی رو-ری | ENA / Genie TV |
| ۲۰۲۱–۲۰۲۲ | بد و دیوانه  | جونگ هیون-سو     | tvN / iQIYI    |
| ۲۰۱۵      | میخ (송곳)   | یون سانگ         | JTBC           |